# Höheberg

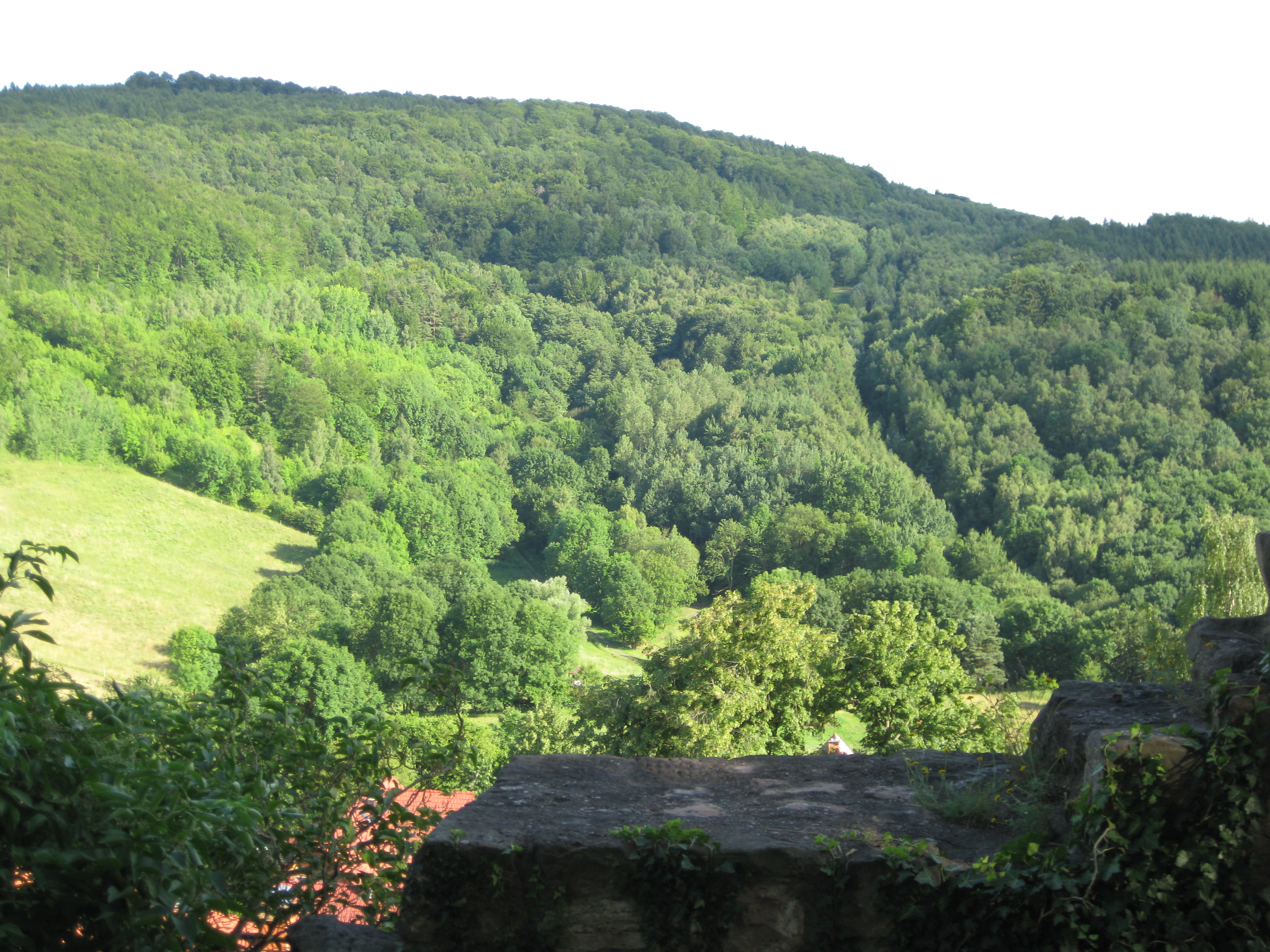
Die Junkerkuppe vom Berg der Burg Hanstein aus gesehen (entlang der Waldschneise am Berghang rechts verlief die ehemalige innerdeutsche Grenze)

Der Höheberg ist ein bis 510,7 m ü. NHN hoher Höhenzug des Unteren Werraberglandes im Obereichsfeld, der sich nahe Bornhagen größtenteils im thüringischen Landkreis Eichsfeld und nahe Werleshausen mit Kleinteilen im hessischen Werra-Meißner-Kreis ausbreitet.

## Geographie

### Lage
Der Höheberg erhebt sich etwa 13 km südwestlich von Heilbad Heiligenstadt (in Thüringen), 6,7 km nordnordwestlich von Bad Sooden-Allendorf und 6,5 km ostsüdöstlich von Witzenhausen (beide in Hessen) – direkt nordöstlich der Werra. Im Uhrzeigersinn betrachtet liegt er zwischen Wahlhausen im Süden, Lindewerra im Westen, Werleshausen im Nordwesten, Bornhagen im Norden, Gerbershausen im Nordosten, Fretterode im Osten und Dietzenrode-Vatterode im südlichen Osten. Der sich in Nordwest-Südost-Richtung ziehende Höhenzug, dessen thüringischer Teil zum Naturpark Eichsfeld-Hainich-Werratal gehört, ist etwa 7 km lang und bis 2,5 km breit.

### Naturräumliche Zuordnung
Der Höheberg bildet in der naturräumlichen Haupteinheitengruppe Osthessisches Bergland (Nr. 35) und in der Haupteinheit Unteres Werrabergland (358) die Untereinheit Höheberg (358.6). Er grenzt im Südosten an die nördliche Abdachung der Gobert, im Osten an das Obere Eichsfeld, im Nordwesten an die Neuseesen-Werleshäuser Höhen und an seiner Südwestflanke direkt an die Lindewerra-Werleshäuser Schlingen der Werra.

### Berghöhe
Die Höheberg ist 510,7 m hoch, worauf sich die meistens genannte Höhe von rund 511 m Höhe bezieht. In Gipfelnähe ist auf topographischen Karten eine 508,9 m hohe Stelle verzeichnet.

### Berge
Zu den Bergen, Erhebungen und Felsformationen des Höhebergs gehören – sortiert nach Höhe in Meter (m) über Normalhöhennull (NHN; wenn nicht anders genannt laut Bundesamt für Naturschutz):
- Junkerkuppe (510,7 m), südsüdöstlich von Bornhagen-Rimbach
- Dürnstein (472,9 m), westlich von Fretterode[6]
- Teufelskanzel (452 m), Sandsteinfelsblock nordöstlich von Lindewerra
- Riegelsberg (391,2 m), südwestlich von Fretterode
- Berg der Burg Hanstein (ca. 390 m)[1], direkt nordwestlich von Bornhagen-Rimbach
- Höhberg (385,5 m), südlich von Fretterode (mit einer weiteren Teufelskanzel)
- Pfeillietenkopf (356,8 m), östlich von Lindewerra
- Hartberg (317,6 m), ostsüdöstlich von Werleshausen

### Leine-Werra-Wasserscheide und Fließgewässer
Über den Höheberg verläuft die Leine-Werra-Wasserscheide. Südöstlich vorbei am Höheberg fließt die Walse, die bei Wahlhausen in die südwestlich des Höhenzuges verlaufende Werra mündet. Innerhalb der Landschaft entspringt südwestlich der südöstlichen Teufelskanzel der Hollbach, der in Wahlhausen die Walse speist, und südöstlich der nordwestlichen Teufelskanzel der Pfingstrasenbach, der nahe Lindewerra der Werra zufließt. Nordwestlich vorbei verläuft der vom Stürzlieder Berg (342,9 m) kommende Siesterbach, der bei Werleshausen in die Werra mündet. Nördlich entspringt nahe Bornhagen der Steinsbach, der in Richtung Nordnordosten zur Leine verläuft.

## Schutzgebiete
Auf der Südabdachung des Höhebergs liegt in Thüringen das Naturschutzgebiet (NSG) Kelle-Teufelskanzel (CDDA-Nr. 164048; 1996 ausgewiesen; 2 km² groß), an das sich westlich in Hessen das NSG Harthberg (CDDA-Nr. 163534; 1993; 39 ha) anschließt, und im Osten befindet sich das NSG Hasenwinkel (CDDA-Nr. 163549; 1939; 6,2 ha). Das zuerst genannte NSG ist als Fauna-Flora-Habitat-Gebiet Kelle-Teufelskanzel (FFH-Nr. 4625-303; 2 km²) ausgewiesen, westlich davon ist das zweitgenannte NSG ein Teil des FFH-Gebiets Werra- und Wehreland (FFH-Nr. 4825-302; 244,81 km²) und das zuletzt erwähnte NSG ein solcher des FFH-Gebiets Röhrsberg-Hasenwinkel-Mühlberg (FFH-Nr. 4626-306; 4,51 km²). Auf dem Höhenzug liegen auch Teile des Landschaftsschutzgebiets Obereichsfeld (CDDA-Nr. 390325; 2009; 384,96 km²) und des Vogelschutzgebiets Werrabergland südwestlich Uder (VSG-Nr. 4626-420; 84,33 km²).

## Geologie und Vegetation
Der Höheberg besteht überwiegend aus Buntsandstein und ist mit einem Eichen-Buchen-Mischwald bedeckt. Der nordöstliche Rand wird von der Eichenberg–Gotha–Saalfelder Störungszone berührt und bildet mit aus dem Buntsandstein aufragenden Dolomitfelsen eine sehenswerte geologische Formation im Naturschutzgebiet Hasenwinkel bei Fretterode.

## Geschichte
In der Mitte des 14. Jahrhunderts wird der Höheberg erstmals in Lehnsurkunden erwähnt, wo Kunze und Friedrich von Worbis den Hoheberg und den Odenberg an die Brüder Tile und Heinrich von Hanstein verkaufen. Lehnsherren waren die Grafen von Eberstein und das Kloster Fulda. Der Hoheberg umfasste damals das nordwestlich Waldgebiet des Höheberges bis einschließlich der Waldungen bis Birkenfelde, während das südöstliche Waldgebiet Oden- oder Odinberg genannt wurde. Gela von der Mark und ihr Sohn Otto verkaufen ihren Teil am Odenberg und Dietzenrode 1366 ebenfalls an die Herren von Hanstein, die für die nächsten Jahrhunderte im Besitz der Wälder am Höheberg bleiben. Der Name Odinberg taucht dann nicht mehr in den Urkunden auf und der gesamte Bergrücken wird als Höheberg bezeichnet.
Im Herbst 1945 regelte das Wanfrieder Abkommen am Höheberg eine Grenzverschiebung der amerikanisch-sowjetischen Zonengrenze, die auch zur Zeit der späteren innerdeutschen Grenze wirksam blieb. Sie hatte zur Folge, dass die zuvor thüringischen Orte Werleshausen und Neuseesen an Hessen und im Tausch die zuvor hessischen Orte Sickenberg, Asbach, Vatterode, Weidenbach und Hennigerode nach Thüringen abgetreten wurden. Somit gelangte dieser kleine Teil des Höheberges mit dem Harthberg und der Eichenlieden an Hessen.

## Sehenswertes
Das Gebiet des Höheberges bietet an mehreren Wanderwegen viele Ausflugmöglichkeiten in bewaldeter Landschaft:
- Burg Hanstein, Ruine südlich von Bornhagen
- Teufelskanzel, großer Felsen mit Blick auf die Werraschleife bei Lindewerra sowie zum Kaufunger Wald und Hohen Meißner
- Wurstmuseum in Bornhagen
- Buntsandstein-Formation im Naturschutzgebiet Hasenwinkel bei Fretterode
- Erbbegräbnis derer von Hanstein in Rothenbach bei Gerbershausen
- Stockmachermuseum in Lindewerra